# Congrès démocratique national (Ghana)
Pour les autres articles nationaux ou selon les autres juridictions, voir Congrès démocratique national.
Le Congrès démocratique national (en anglais : National Democratic Congress) est un parti politique du Ghana formé par l'ancien président Jerry Rawlings. Le NDC est membre de plein droit de l'Internationale socialiste.
Il est devenu, avec le Nouveau Parti patriotique, l'un des deux principaux partis du pays, avec une alternance au pouvoir depuis l'avènement du multipartisme en 1992.
Le NDC a présenté John Atta Mills à l'élection présidentielle 2004, puis à celle de décembre 2008. Soutenu par Jerry Rawlings, John Atta-Mills remporte l'élection de 2008 avec 50,23 % des voix et il est investi président le 7 janvier 2009. Le 24 juillet 2012, Mills meurt d'un arrêt cardiaque, il est remplacé par son vice-président John Dramani Mahama jusqu'au élections qui se tiennent au mois de décembre 2012. Le 7 décembre 2012, le NDC avec à sa tête John Dramani Mahama remporte l'élection présidentielle avec 50,4 % des voix au terme d'une campagne très disputée avec le NPP.

## Résultats électoraux

### Élections présidentielles
| Année | Candidat            | Premier tour | Premier tour | Premier tour | Second tour        | Second tour        | Second tour        |
| Année | Candidat            | Voix         | %            | Rang         | Voix               | %                  | Rang               |
| ----- | ------------------- | ------------ | ------------ | ------------ | ------------------ | ------------------ | ------------------ |
| 1992  | Jerry Rawlings      | 2 323 135    | 58,40        | 1er          | Pas de second tour | Pas de second tour | Pas de second tour |
| 1996  | Jerry Rawlings      | 4 099 758    | 57,40        | 1er          | Pas de second tour | Pas de second tour | Pas de second tour |
| 2000  | John Atta Mills     | 2 895 575    | 44,54        | 2e           | 2 750 124          | 43,10              | 2e                 |
| 2004  | John Atta Mills     | 3 850 368    | 44,64        | 2e           | Pas de second tour | Pas de second tour | Pas de second tour |
| 2008  | John Atta Mills     | 4 056 634    | 47,92        | 2e           | 4 521 032          | 50,23              | 1er                |
| 2012  | John Dramani Mahama | 5 574 761    | 50,70        | 1er          | Pas de second tour | Pas de second tour | Pas de second tour |
| 2016  | John Dramani Mahama | 4 713 277    | 44,40        | 2e           | Pas de second tour | Pas de second tour | Pas de second tour |
| 2020  | John Dramani Mahama | 5 906 688    | 47,82        | 2e           | Pas de second tour | Pas de second tour | Pas de second tour |
| 2024  | John Dramani Mahama | 6 328 397    | 56,55        | 1er          | Pas de second tour | Pas de second tour | Pas de second tour |

### Élections législatives
| Élection | Votes     | %     | Sièges    | Résultat     |
| -------- | --------- | ----- | --------- | ------------ |
| 1992     | 1 521 629 | 77,53 | 189 / 200 | Gouvernement |
| 1996     | 3 679 985 | 53,0  | 133 / 200 | Gouvernement |
| 2000     | 2 691 515 | 41,21 | 92 / 200  | Opposition   |
| 2004     | 3 505 074 | 40,80 | 94 / 230  | Opposition   |
| 2008     | 3 776 917 | 42,2  | 116 / 230 | Gouvernement |
| 2012     | 5 127 671 | 46,41 | 148 / 275 | Gouvernement |
| 2016     | 4 567 429 | 42,34 | 104 / 275 | Opposition   |
| 2020     | 6 094 478 | 46,20 | 137 / 275 | Opposition   |
| 2024     | 6 224 054 | 52,96 | 184 / 276 | Gouvernement |